# Broke (Australia)
Broke – miasto w Australii, w stanie Nowa Południowa Walia.